# Informationen zur deutschen Außenpolitik
Informationen zur deutschen Außenpolitik ist ein sich als „staatsfern“ bezeichnendes „linkskritisches“ Internetportal. Die unter dem Namen german-foreign-policy.com bekannte Webseite tritt mit dem Anspruch auf, die „hegemonialen Taktiken und Strategien des vereinigten Deutschland“ nachzuweisen.

## Allgemeines
Der Webdienst wird von der German News Information Services GmbH aus Aachen unter ihrem Geschäftsführer Horst Teubert herausgegeben. Als Redakteure werden auf der Website Horst Teubert, Peer Heinelt und Detlef Peikert angegeben. Für die Dokumentation ist Jörg Kronauer zuständig. Karl Heinz Roth, Wolfgang Popp, Wolfgang Dreßen, Susanne Schunter-Kleemann und Martin Bennhold (ehemaliger Professor für Rechtssoziologie an der Universität Osnabrück) bilden den Beirat des Projektes, welches 2002 gegründet wurde. Weitere Autoren sind David X. Noack und Sebastian Carlens, stellvertretender Chefredakteur der Tageszeitung Junge Welt.
Wochentags erscheint eine Analyse und unregelmäßig zusätzlich Rezensionen, Kurzmeldungen und Hintergrundberichte. Nachrichten erscheinen neben Deutsch auch noch auf Englisch. Früher wurde ebenfalls ins Französische und Polnische übersetzt (im Archiv noch einsehbar). Seine Informationen bezieht das Portal aus „öffentlich zugänglichen Quellen, aus Korrespondentenberichten sowie Expertisen assoziierter Wissenschaftler, die das Kontinuum der deutschen Außenpolitik in Einzelaspekten untersuchen“.
Zu den Interviewpartnern des Portals gehören unter anderem Hans-Christian Ströbele, Erich Schmidt-Eenboom, Wolfgang Nešković, Sabine Leutheusser-Schnarrenberger.
Regelmäßig berichtet der Online-Dienst über die Geschichte der Deutschen Reichsbahn bzw. das Projekt Zug der Erinnerung. Der frühere Mitherausgeber des Online-Dienstes, Hans-Rüdiger Minow, ist als Vorstandssprecher des Zug der Erinnerung e. V. tätig.

## Tibet 2008
Im Jahr 2008 berichteten chinesische Staatsmedien, dass die deutsche Friedrich-Naumann-Stiftung tibetische Aufständische finanzierte. Hierbei beriefen sich Xinhua und China Radio International auf www.german-foreign-policy.com. Laut dem Onlineauftritt der Zeitung Die Welt erweckten die chinesischen Medien den Eindruck, dass es sich, nach ihrer Darstellung, um ein „offizielles Eingeständnis des Ausland“ handle. Angeblich sei www.german-foreign-policy.com eine vom deutschen „Staat finanzierte Organisation“. Die Welt stellt jedoch richtig, dass Informationen zur deutschen Außenpolitik ein „linkskritisches Autorenportal“ sei. Wie Jürgen Koppelin, Parlamentarischer Geschäftsführer der FDP-Bundestagsfraktion und seit 1993 Landesvorsitzender der FDP in Schleswig-Holstein, auf seiner Website schrieb, wies Wolfgang Gerhardt, Vorstandsvorsitzender der Friedrich-Naumann-Stiftung, die Vorwürfe von www.german-foreign-policy.com zurück.

## Vergangenheit der Schaeffler-Gruppe
Am 2. Februar 2009 berichtete german-foreign-policy.com unter der Überschrift „Vom Ursprung deutschen Reichtums“ über die Geschichte der Schaeffler-Gruppe. Offiziell begann die Konzerngeschichte 1946. Es gab jedoch Hinweise auf eine Teppichfabrik G. Schoeffler AG in Katscher (polnisch Kietrz), die im Verlauf des Zweiten Weltkriegs an der Ausbeutung von Zwangsarbeitern beteiligt gewesen war. In einem Fortsetzungsartikel wird die Behauptung aufgestellt, dass Zyklon-B-verseuchtes Haar von 40.000 Menschen in einem Werk der Schoeffler AG gefunden wurde. Es gebe Hinweise darauf, dass die Schaeffler AG mit der Schoeffler AG in Katscher identisch sei und dort Menschenhaar ermordeter Gefangener des Vernichtungslagers Auschwitz verarbeitet worden sei.